# Galendromimus sanctus
Galendromimus sanctus är en spindeldjursart som beskrevs av De Leon 1967. Galendromimus sanctus ingår i släktet Galendromimus och familjen Phytoseiidae. Inga underarter finns listade i Catalogue of Life.